# Fraport

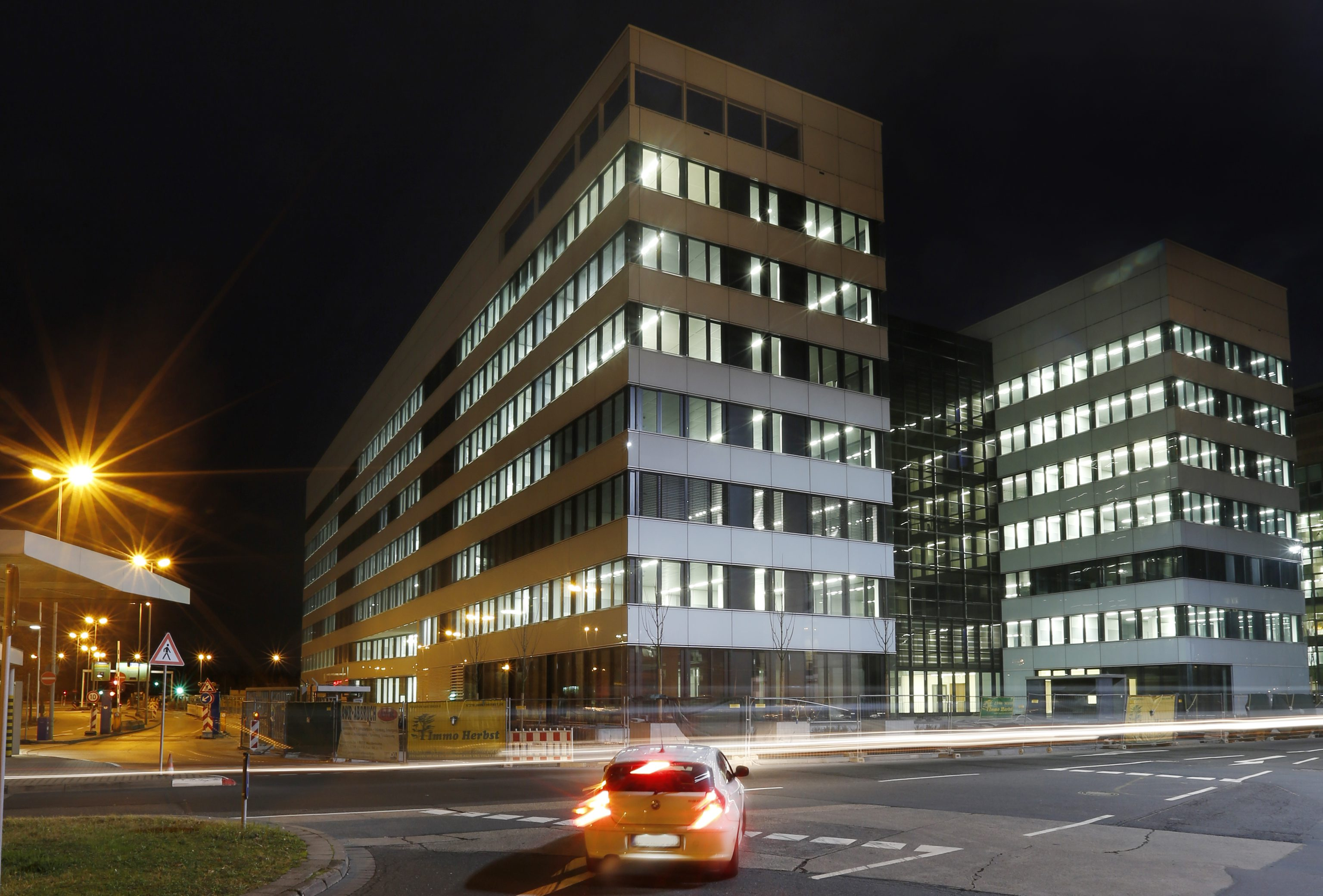
Oficinas centrales de Fraport en el aeropuerto de Fráncfort

Fraport AG es una compañía de transporte alemana que opera en el aeropuerto de Fráncfort y tiene intereses en otros aeropuertos del mundo. Cotiza en el índice Xetra y en la bolsa de valores de Fráncfort. El jefe actual de la compañía es Stefan Schulte. La compañía tiene 20 000 empleados aproximadamente, 17 500 de ellos en Fráncfort.
En el año 2014 Fraport Group generó unas ventas de 2400 millones de euros y unos beneficios de unos 252 millones de euros. Más de 108,5 millones de pasajeros usaron sus aeropuertos en todo el mundo.

## Historia
La historia de Fraport está estrechamente ligada a la historia del aeropuerto de Fráncfort. Tras la II Guerra Mundial, los estadounidenses controlan el aeropuerto. No será hasta 1949 cuando los estadounidenses abran el aeropuerto al tráfico civil. En 1954 el Frankfurter Flughafen AG (FAG) se reorganiza y al año siguiente Alemania Occidental recupera la soberanía del aire. La nueva empresa se corresponde con un 45 % para el Estado de Hesse, un 29 % para el Ayuntamiento de Frankfurt y un 26 % para el Bund, el estado federal.
En 2001 la empresa aeroportuaria FAG fue parcialmente privatizada y se permitió la entrada de capital social privado. La empresa adopta el nuevo nombre, Fraport y moderniza su estructura.
En agosto de 2014, Fraport adquiere UMA Holdings que tiene espacios comerciales en los aeropuertos de Baltimore, Boston, Cleveland y Pittsburgh, por un monto desconocido.

## Cronología reciente
- 2014: Fraport ganó la licitación internacional del Aeropuerto de Liubliana (LJU) en la capital de Eslovenia, en el sureste de la Unión Europea.[2]
- 2015: En agosto el Gobierno griego concede al consorcio liderado por la compañía alemana Fraport, con la participación de Slentel, una unidad del grupo energético griego Copelouzos, la gestión de 14 aeropuertos para los próximos 40 años por un total de 1.230 millones de euros y un alquiler anual adicional de cerca de 23 millones de euros.[4]

## Accionistas
Con más del 51 % de sus acciones en poder de la ciudad de Frankfurt am Main o el Estado de Hesse, Fraport sigue siendo una empresa que cotiza en bolsa bajo control público. En concreto, la estructura accionaria es la siguiente (a 30 de junio de 2011):
- 31,49 % Estado federado de Hesse
- 20,11 % la ciudad de Fráncfort del Meno a través Stadtwerke Frankfurt am Main Holding GmbH (servicios técnicos municipales)
- 9.92 %  Deutsche Lufthansa AG
- 4,90 %  mercado libre
- 33,58 % empleados y otras instituciones

## Operaciones
Además de la gestión del aeropuerto de Fráncfort, Fraport opera en los siguientes aeropuertos:
| Compañía                                                                       | Aeropuerto(s) operó | País           | % Propiedad |
| ------------------------------------------------------------------------------ | --- | -------------- | ----------- |
| DIAL Delhi International Airport Private Limited                               | Indira Gandhi Aeropuerto Internacional | India          | 10 %        |
| Flughafen Hannover-Langenhagen GmbH                                            | Hanover-Langenhagen Aeropuerto | Alemania       | 30 %        |
| Fraport IC Ictas Antalya Aeropuerto Administración e Inversión Terminales Inc. | Antalya Aeropuerto | Turquía        | 51 %        |
| Fraport Administración de Aeropuerto de Estrella de gemelo ANUNCIO             | Burgas Aeropuerto, Varna Aeropuerto | Bulgaria       | 60 %        |
| Socios de Aeropuerto de la Lima S.R.L.                                         | Jorge Chávez Aeropuerto Internacional | Perú           | 70 %        |
| Ljubljana Aeropuerto                                                           | Ljubljana Aeropuerto | Eslovenia      | 100 %       |
| Puerta Capital del norte LLC                                                   | Pulkovo Aeropuerto | Rusia          | 35.5 %      |
| AirMall                                                                        | Venta al detalle en Baltimore-Washington Aeropuerto Internacional, Boston Logan Aeropuerto Internacional, Indianapolis Aeropuerto Internacional, Pittsburgh Aeropuerto Internacional | Estados Unidos | 100 %       |
| Xi'Un Xianyang Aeropuerto Internacional Co., Ltd.                              | Xi'Un Xianyang Aeropuerto Internacional | China          | 24.5 %      |

### Sede
La sede de la compañía se ubica en la ciudad alemana de Fráncfort, registrada como sede oficial . Sus instalaciones en el distrito de Flughafen son propiedad del Aeropuerto de Fráncfort.